# خانه حاج آقا منیر صادقی
خانه حاج آقا منیر صادقی مربوط به دوره صفوی است و در اصفهان، خیابان احمدآباد، کوچه لَت احمدآباد، کوچه ولی ا مشبکی، پلاک ۲۸ واقع شده و این اثر در تاریخ ۲۸ اسفند ۱۳۸۵ با شمارهٔ ثبت ۱۸۷۶۶ به‌عنوان یکی از آثار ملی ایران به ثبت رسیده است.